# Michael Bates (musicien)
Pour les articles homonymes, voir Michael Bates et Bates.
Michael Bates est un contrebassiste de jazz américain.

## Biographie
Michael Bates a grandi au Canada et a fréquemment travaillé pour le Festival international de jazz de Vancouver, ce qui lui a permis de rencontrer de nombreux musiciens tels que Sun Ra, Thomas Chapin, The Clusone Trio ou Dave Holland. Il a commencé la musique en jouant dans des groupes de hardcore et de punk rock et estime qu'être un musicien de jazz n'est pas différent. Il a enseigné 5 années au Banff International Jazz Workshop, et voyageant beaucoup a étudié avec différents contrebassistes, Yoshio Nagashima (Tokyo Symphony Orchestra), Don Thompson et Dave Young (Université de Toronto), Mark Helias et Tony Falanga à New York. Il vit actuellement à Brooklyn (New-York).

## Ses différentes formations
- Michael Bates' Outside Sources: Michael Bates (Contrebasse), Quinsin Nachoff (Saxophone Ténor/Clarinette), Russ Johnson (Trompette), Jeff Davis) (Batterie)
- New songs: Michael Bates (Contrebasse), Bruno Tocanne (Batterie), Samuel Blaser (Trombone), Rémi Gaudillat (Trompette)

## Discographie

### En tant que leader ou coleader
- 2003: Michael Bates' Outside Sources, Outside Sources (Pommerac Records)
- 2004: Michael Bates' Outside Sources, A Fine Balance (Between the lines)
- 2008: Michael Bates' Outside Sources, Clockwise (Greenleaf Music)
- 2009: Michael Bates' Outside Sources, Live In New York (Greenleaf Music)

### En tant que sideman

#### Avec  Jon Irabagon
- 2008: Outright! (Innova)